# Crenilabium aciculatum
Crenilabium aciculatum är en snäckart som beskrevs av Alexandre Édouard Maurice Cossmann 1889. Crenilabium aciculatum ingår i släktet Crenilabium och familjen Acteonidae. Inga underarter finns listade i Catalogue of Life.